# Marino Perani
Marino Perani (27. oktober 1939 - 18. oktober 2017) var en italiensk fodboldspiller (angriber).
Perani tilbragte størstedelen af sin karriere i hjemlandet, hvor han i hele 14 år var tilknyttet Bologna FC. Han vandt ét italiensk mesterskab og to Coppa Italia-titler med klubben.
For det italienske landshold spillede Perani fire kampe. Han var med i truppen til VM 1966 i England og spillede to af italienernes kampe i turneringen.

## Titler
Serie A
- 1964 med Bologna

Coppa Italia
- 1970 og 1974 med Bologna